# Saint-Germain-du-Teil
Saint-Germain-du-Teil è un comune francese di 825 abitanti situato nel dipartimento della Lozère nella regione dell'Occitania.

## Società

### Evoluzione demografica
Abitanti censiti